# Jean Henri Latude

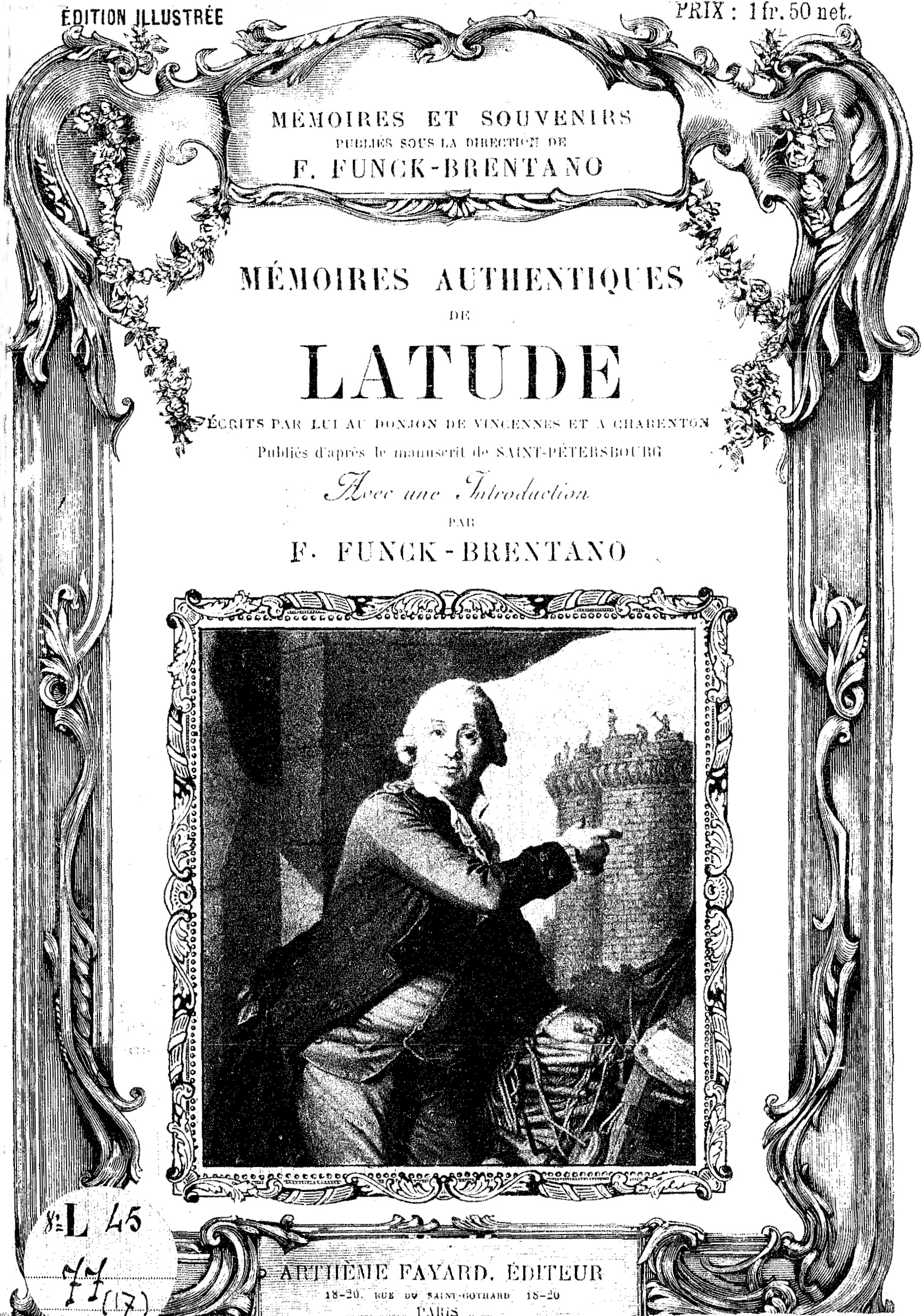
Titelbladet till Latudes memoarer.

Jean Henri Latude, född den 23 mars 1725 i Gascogne, död den 1 januari 1805 i Paris, var en ryktbar fransk fånge i Bastiljen. 
Uppfostrad till militär, kom Latude 1748 till Paris för att studera matematik. Han förde ett utsvävande levnadssätt och föll på det orådet att uppdikta en komplott mot Madame de Pompadours liv, för att försäkra sig om den mäktiga favoritens beskydd. Listen upptäcktes, och Latude kom på Bastiljen 1749, men flyttades till Vincennes, varifrån han rymde 1750. Återförd till Bastiljen, flydde han åter 1756, men greps genast, överfördes 1764 till Vincennes, varifrån han gjorde en tredje rymning 1765, men togs åter. År 1775 inspärrades han i ett dårhus, men 1777 frigavs han på villkor, att han skulle återvända till Gascogne. Efter en stark agitation till hans förmån frigavs han definitivt 1784, fick pension under revolutionen och skadeersättning av Madame de Pompadours arvingar 1793 och levde sedan i obemärkthet i Paris. Hans Mémoires om fängelselivet är mycket opålitliga.